# アースクェイク (サムライスピリッツ)
アースクェイク (Earthquake) はSNK（SNKプレイモア）の対戦型格闘ゲーム『サムライスピリッツ』シリーズに登場する架空の人物。

## キャラクター設定
第一作目『SAMURAI SPIRITS』（以下『初代』）で登場。盗賊団を率いる巨漢の忍術使いで、シリーズ中で最も体重の重い登場人物。
強欲でプライドが高く、12歳の頃に友人に「世界中の宝を手に入れる」と豪語して後に引けなくなったことがきっかけで泥棒稼業に身を染める。その後は驚異的身体能力で順調に盗みを重ねていたが、ある日保安官に捕まってしまい、「ジパングのニンジャでもなければ逃げ切ることなどできない」という保安官の言葉を聞いたことで忍術に興味を持ち、保安官を振り切って日本へとやってきた。
シリーズでは不知火幻庵や牙神幻十郎と並ぶ悪役で、主に財宝を盗むために登場する。『初代』では「パレンケストーン」を盗むために世界中を巡っていた所、その宝珠を持っていた天草四郎時貞と戦うことになった。『真SAMURAI SPIRITS 覇王丸地獄変』（以下『真』）では表向きは羅将神ミヅキの下僕となって命令に従い、ミヅキから褒美の金塊を貰おうとするが、金塊を貰った後に裏切って邪魔なミヅキや声の主（アンブロジア）を倒そうとしている。
盗みの技術に応用するために、出羽の甲賀の抜け忍である綾女のもとでガルフォードと共に甲賀流の忍術を学んでいたが、入門から半年ほどして「忍者の技術は全て頂いた」という発言をして出羽を去った。なお、ガルフォードはアースクェイクより先に綾女に師事しているので、ガルフォードが兄弟子となるのだが、出羽を去った後にガルフォードと再会したときには、アースクェイクは彼のことをすっかり忘れていた。綾女のことは尊敬はしていなかったが惚れていたようで、『真』の「好みのタイプ」は「実は忍術の師匠」（＝綾女）となっている。忍者としての才能は決して低いとは言えず、見様見真似だけでガルフォードの覚えていた忍術を独自のアレンジを加えた形で身につけている。先述のように「甲賀流」で綾女の元で忍術の基礎を学んだが、本人自身は流派を「我流忍術」としている。
『初代』では3人の子分（細野トン吉、高橋チン平、坂本カン太）を連れている。『真』では2人（コン八、キン三）増えて、総勢5人になった。
メガドライブ版『サムライスピリッツ』では、容量の関係で登場できなかった。
『SNK VS. CAPCOM SVC CHAOS』（以下『SVC CHAOS』）にも登場し、こちらでは鎌と分銅側の鎖を持つ手が原作ゲームと逆になり、必殺技の仕様も『サムライスピリッツ』シリーズとは異なっている。また、同作に登場するヒューゴーに対しては「巨体だから」という理由で親近感を抱いている。
『サムライスピリッツ 天下一剣客伝』（以下『天下一剣客伝』）でアースクェイクを選ぶと4回戦に妖怪腐れ外道が登場する。逆に腐れ外道でプレイしている場合、アースクェイクが相手になると「流石の俺も言葉が出ない」と呆れられる。
『天下一剣客伝』での決勝戦の相手はアンドリューであり、銀行強盗･金庫破り･窃盗･盗掘の容疑が掛けられていることが判明する。
『真』のエンディングにおいて、お宝を求めて子分たちとともに魔界に行くが、二度と魔界から出られなくなってしまい、その後の消息は不明。『天下一剣客伝』のエンディングでも同様に魔界へと行くが、こちらでは奇跡的に現世に帰還し、その後は魔界から持ち帰った財宝で大企業を興している。

### キャラクターデザイン
丸々と太ったスキンヘッドの巨漢で、目の周りや腕にはファイヤーパターンの刺青を施しており、上半身のサイズが合っていない破れた忍装束を着用している。装束の色はデフォルトカラーでは赤。
出生時からひときわ重い体であり、19歳の時の失恋が原因で、さらに異様に太ってしまった。見た目通りの大食漢で、巨体を維持するために人よりはるかに多く食べなければならないことが、甲賀流の修行時代のエピソードで明らかになっている。

### 武器
FUJIYAMA
アースクェイクが武器とする巨大な鎖鎌。刃と柄の間の口金部分には鋭い棘が付いている。
『SAMURAI SPIRITS(2019)』では、刃の途中に鋸を思わせる返しが付いたり刃の尻の部分にも小さな刃が追加されたりと若干デザインが変更され、より禍々しい外見となっている。

### 『武士道烈伝』でのアースクェイク
RPG『真説サムライスピリッツ 武士道烈伝』の「邪天降臨之章」ではガルフォードを主人公に選ぶと、アースクェイクとガルフォードが月山で一緒に修行しているシーンからストーリーが始まる。この他にも、アースクェイクの悪事をガルフォードが単身阻止するイベントや、（条件次第で）アースクェイクがガルフォードを助太刀するイベントが発生する。
「妖花慟哭之章」では、ガルフォードを主人公に選んでゲームを進めた場合、パリでコルデ家の家宝を盗んだアースクェイクに対して「やはりお前だったか」とガルフォードが詰め寄ると、アースクェイクは「お前など知らない」と返す。また、パリではナインハルト・ズィーガーの妻・ビクトリアの妹で王女のステアに対してアイスクリームを奢るという一面もある。
プレイステーション版『武士道烈伝』専用のゲームクリア後の隠しイベントにある、おまけストーリーの北京でのイベントで、無銭飲食をしていた子分たちとともに王虎道場の者に「精神的肉体的苦痛を受けた」としてお礼参りをしようとしたが、100人以上いる兵隊と鉢合わせとなって失敗して、常軌を逸した対応に子分たちと北京を批判する（この話を聞いた王虎も「北京は野蛮人の豚汁ばかり」と発言していた）。

## ゲーム上の特徴
見かけによらず身軽な方で、忍者だけあってスピードも見かけほど遅くはない。主に素早い動きのキャラクターができる「三角跳び」ができる。攻撃は鎖鎌のリーチの長さを活かした中距離・遠距離からの攻撃を得意とする。
自らの巨体を使った攻撃も多く、放屁を相手に浴びせて攻撃をしたり、尻で体当たりして攻撃したり、勝利ポーズでズボンの中から肉を取り出すなど、型破りで下品な行動が目立つ。その攻撃方法は、当時の『ジャンプ放送局』で「えのん（榎本一夫）そっくりだ」と読者投稿のネタにされたことがある。
弱点は、巨体ゆえに食らい判定が大きい、接近戦が苦手、全体的に技の隙が大きい、攻撃力がそれほど高くない点である。スピードも「巨体にしては」遅くないが、他の忍者や身軽なキャラよりは遅い。
初代『サムライスピリッツ』においては、相手の通常投げを無効化する能力を持っていた。『真』では、アースクェイクおよび黒子専用の組み技（投げ技に相当する掴み技）がシステムとして導入されたことで、投げ技を食らうようになった。しかし、投げられ判定がキャラクターの見た目より小さく設定されている関係上、アースクェイクがしゃがんでいると通常投げを決めることができないキャラクターが多数存在する。

## 技の解説

### 投げ技&組み技
デススルー
相手を片手で持ち上げて、地面に叩きつける。
『SVC CHAOS』でも同様の技を使用するが、技名がファットバスターとなっている。
スカンクバースト
捕まえた相手におならを浴びせ、「グッヒヒ」と笑う。
『天下一剣客伝』では必殺技になっているが、打撃投げに変更されている。
『SVC CHAOS』でも同様の技を使用するが、技名がゴウ トゥ ヘヴンとなっている。

### 特殊技
ファットトライアングルジャンプ
いわゆる三角跳び。初代ではそのまま三角跳びという技名だったが、『真』で技名が変更された。

### 必殺技
ファットチェーンソー
一度姿を消したあと、身体を丸めて転がるように突進して、鎖鎌で斬り付ける。強は、弱よりも長い距離突進する。
ヒットした際はボタンに関係なくヒット数は1でダメージも固定だが、ガードされた場合に相手の体力を削る回数はボタンによって違い、強の場合は最大15回削ることができる。
『SVC CHAOS』では、弱は姿を消さずその場から突進、強は一度姿を消してからの突進となる。
ファットバウンド
空中からヒップアタックで落ちてきて、数回バウンドする。バウンドする回数はボタンにより違い、弱〜強にかけて増える。
ファットブレス
口から炎を噴き、前方に火柱を上がらせる。『真』から使用。
ボタンによる違いは攻撃の持続時間で、強が一番持続時間が長い。
『SVC CHAOS』では、火柱は上がらず火の玉を連続で放射する攻撃になっており、レバー入力で火の玉を水平・斜め下・真下に飛ばすことが可能。火の玉の数は弱が7、強は12となっている。
ファットレプリカアタック
ガルフォードの「レプリカアタック」を見様見真似で身につけた技。『真』から使用。
一度姿を消し、空中からボディープレスで攻撃する。ボディープレス部分は『真』では中段判定になっている。
ファットコピー
ガルフォードの「シャドーコピー」を見様見真似で身につけた技。『真』のみの技。
相手が幻体の方を攻撃した場合、紫の煙を上げて爆発する爆弾を残し、ダメージを与えることができる。
ファットバースト
『SVC CHAOS』の技。「スカンクバースト」のアレンジ技で、おならを飛び道具にして飛ばす。
弱と強の違いは、攻撃範囲と攻撃発生までの速さ。弱の方が射程が短い代わりにモーションがコンパクトになっているが、それでも攻撃発生は遅めで、弾速もかなり遅い。ただし、一度発生すれば相手の動きを制限する盾代わりに使うことができるため、使用機会は多い。
おならは一定距離進むか、ファットブレス・ファットギルティー・ファットカーニバルのいずれかを発動すると消える。
チェーンソーダイブ
『SVC CHAOS』の技。空中から急降下してくる「ファットチェーンソー」。
弱は緩やかな角度、強は急角度で斜め下に攻撃し、ヒット時は「ファットチェーンソー」と違って相手がダウンせず、連続ヒットする。
ファットフェイク
『SVC CHAOS』の技。「ファットレプリカアタック」のフェイント版で、一度姿を消してから再び同じ場所に現れる。

### 武器飛ばし技・秘奥義など
アースガッデム
武器飛ばし技（『真』では武器破壊技）。
オーラを纏った手で手招きするように近づき、相手を捕まえると縦回転させた鎖鎌を相手にぶつけつつ上方に投げて斬り刻む。
コマンド投げではなく、ヒットした場合に投げに移行するいわゆる打撃投げ。
ファットギロチン
『天下一剣客伝』での秘奥義。
「ファットチェーンソー」で突進し、ヒットするとスカンクバーストのエフェクトを伴ったヒップアタックで圧し潰す。中段判定だが攻撃発生は遅く、発動時の暗転を確認してからのガードが間に合う。
アースガッデム2003
『SVC CHAOS』の超必殺技。
アッパーカットで相手を打ち上げ、落ちてきた所に鎖鎌を伸ばし、鎌部分を横回転させて斬り刻む。「アースガッデム」とは別物。
ファットギルティー
『SVC CHAOS』の超必殺技。
鎖分銅を真上に放り上げて相手の頭上から落とし、ヒットすると相手を引き上げて爆破する。攻撃発生は遅いが中段判定で長い無敵時間が存在する（しかし投げられ判定は残っている）。
ファットカーニバル
『SVC CHAOS』のEXCEED技。
「ファットチェーンソー」で突進し、ヒットすると二人の子分が登場して一斉に相手を攻撃する。最後に「ゴウ トゥ ヘヴン（スカンクバースト）」で相手を吹き飛ばす。
アースクライシス
『SAMURAI SPIRITS (2019)』での秘奥義。
腕を大きく振り回して、アッパーを繰り出す。ヒットすると「ファットブレス」を地面に噴いてその反動で高く跳び上がり、空中で回転して炎の渦を起こし、相手を巻き込みながら落下し圧し潰す。

## 登場作品
- プレイヤーキャラクターとして
  - SAMURAI SPIRITS
  - 真SAMURAI SPIRITS 覇王丸地獄変
  - サムライスピリッツ 天下一剣客伝
  - SAMURAI SPIRITS (2019年のビデオゲーム)
  - SNK VS. CAPCOM SVC CHAOS
- 演出上での登場
  - サムライスピリッツ 天草降臨（牙神幻十郎のエンディングにて）
  - サムライスピリッツ零（花諷院骸羅のエンディングにて）
- アニメ作品
  - サムライスピリッツ 〜破天降魔の章〜

## キャスト
- 臼井雅基（『サムライスピリッツ』、『真サムライスピリッツ』、『SNK VS. CAPCOM SVC CHAOS』）
- 佐藤巧（『サムライスピリッツ 天下一剣客伝』）
- 利根健太郎（『SAMURAI SPIRITS (2019)』）
- 菅原正志（『真説サムライスピリッツ 武士道烈伝』）
- 笹岡繁蔵（TVアニメ『サムライスピリッツ 〜破天降魔の章〜』）